# Термометри технічні рідинні
Термометри технічні рідинні - термометри призначені для вимірювання температури рідких і газоподібних середовищ в діапазоні від мінус 50 до плюс 600 С в технічних установках.

## Застосування
Термометри застосовуються в різних галузях промисловості, у тому числі при зберіганні та переробці цукрових буряків в агропромисловому комплексі.
 
Також використовуються на підприємствах у сільському господарстві, нафтохімічної, хімічної, гірничо-металургійної промисловості, в машинобудуванні, житлово-комунальному господарстві, транспорті, будівництві, медицині, словом у всіх життєвих сферах.

## Принцип дії
Принцип дії термометра заснований на видимому розширенні термометричної рідини в склі при підвищенні температури навколишнього середовища.

## Виконання
Термометри рідинні виконані у вигляді капілярної трубки з резервуаром, заповненим термометричною рідиною, і скляною циліндричною оболонкою з вмонтованою всередині шкалою (з паперу, молочного та листового скла, полістиролу листового, алюмінієвої або сталевої пластини).

Термометри технічні рідинні виготовляються з термічно обробленого скла. Як термометрична рідина використовується толуол, газ або ртуть. В залежності від форми нижньої частини трубки, термометри поділяються на прямі та кутові.
Виконання та типорозміри термометрів відрізняються конструкцією, видом термометричної рідини, функціональним призначенням, нормованими значеннями діапазонів вимірювань, ціною поділу шкали і границі допустимої похибки.

## Виробники
- ПАТ "Склоприлад"[1]
- ВАТ "Термоприлад"